# Amorphostigma auricolor
Amorphostigma auricolor – gatunek ważki z rodziny łątkowatych (Coenagrionidae). Endemit wyspy Upolu w archipelagu Samoa. Opisał go Frederic Charles Fraser w 1927 roku w oparciu o dwa samce i dwie samice odłowione w lipcu 1925 roku w Malololelei.